# أنطونيو مونيوث مولينا
أنطونيو مونيوز مولينا (بالإسبانية: Antonio Muñoz Molina) (10 يناير 1956 ، أوبيدا، جيان) هو كاتب وأكاديمي إسباني، وهو عضو في الأكاديمية الملكية الإسبانية (منذ 1996). في عام 2013 حصل على جائزة أمير أستورياس الأدبية.

## مسيرته
درس في المدارس المهنية التابعة للكنيسة خلال مرحلة الطفولة، ثم المدرسة الثانوية في مؤسسة سانتو دومينغو سافيو ومؤسسة سان خوان دي لا كروز في أوبيدا. وتابع دراسة تاريخ الفن في جامعة غرناطة والصحافة في مدريد. في الثمانينات استقر في غرناطة، حيث شغل كموظف حكومي، وكتب في عمود صحيفة إيديال، وكان أول كتاب له هو عبارة عن تجميع لتلك المقالات وظهرت في عام 1984 في كتاب معنون ب روبنسون الحضري.
يشغل الآن منصب أستاذ في جامعة نيويورك. سنة 2013 وجه له عدد من أدباء وكتاب ومثقفين عالميين رسالة يبلغون فيها عن انزعاجهم الشديد، من إصرار الكاتب الإسباني أنطونيو مونيوث مولينا، على تسلم جائزة «القدس» الأدبية الإسرائيلية، معتبرين الموافقة على تسلمها بمثابة تأييد لسياسات الاحتلال التي تطبقها الحكومة الإسرائيلية. وأوضح الكاتب الإسباني أنطونيو مولينا بأنه لا يفكر في رفض الجائزة، لأنه يرى أن إسرائيل تمثل دولة تعددية بها متشددين وفي الوقت نفسه هناك تقدميين يعارضون الاحتلال ويطالبون بحل النزاع مع الفلسطينيين.

## مؤلفات
له العديد من الروايات والمقالات الصحفية التي قام بجمعها ونشرها سنة 1984. سنة 2012 وهب أنطونيو مونيوث مولينا مجموعة من وثائقه الخاصة للمكتبة الوطنية الإسبانية، وتضم هذه الوثائق مسودات لرواياته، ومخطوطات ورسائل القراء بالإضافة لقصائد نظمها الكاتب في فترة شبابه وعمل مسرحي يعود لسنة 1974 لم ينشرا لحد الساعة. وقد استحسن الكاتب الفكرة بعد تذكره لأحد حوارات الكاتب البريطاني ألان بانيت الذي أورد فيه خبر إهدائه وثائقه الخاصة، مما عجل باتخاذ مولينا قرارا مماثلا. واعتبر أن ما قام به يندرج ضمن قناعاته المتمثلة في الدفاع عن كل ما هو شعبي، ولهذا فضل منح وثائقه عوض بيعها.
من بين رواياته «الشتاء في لشبونة» و«ألغاز مدريد» و«أمير الظلام» و«الفارس البولندي».

## جوائز
حظي خلال مشواره الأدبي بعدة جوائز:
- جائزة أمير أستورياس في الأدب، 2013.
- جائزة دون كيخوتي للآداب سنة 2005
- الجائزة الوطنية للرواية سنتي 1988و 1992
- جائزة بلانيتا للرواية سنة 1991
- الجائزة الإسبانية للنقد سنة 1987

## روابط خارجية
- أنطونيو مونيوث مولينا على موقع IMDb (الإنجليزية)
- أنطونيو مونيوث مولينا على موقع مونزينجر (الألمانية)
- أنطونيو مونيوث مولينا على موقع ديسكوغز (الإنجليزية)
- أنطونيو مونيوث مولينا على موقع قاعدة بيانات الفيلم (الإنجليزية)